# Marius Klostermann
Marius Klostermann (Colonia, 27 settembre 1983) è un ex giocatore di football americano tedesco che ha giocato come defensive end e kicker.

## Palmarès
- 1 Eurobowl (Calanda Broncos, 2012)
- 1 EFAF Cup (Calanda Broncos, 2010)
- 3 Swiss Bowl (Calanda Broncos, 2010, 2011, 2012)